# Euphorbia dahurica
Euphorbia dahurica är en törelväxtart som beskrevs av Galina A. Peschkova. Euphorbia dahurica ingår i släktet törlar, och familjen törelväxter. Inga underarter finns listade i Catalogue of Life.